# Broderlod
Broderlod kaldtes den større arvelod, en søn efter ældre skandinavisk ret modtog i forhold til datter. I moderne sprogbrug afspejles det i udtrykket broderpart, der bruges om den største del af noget.
Efter gammel dansk, norsk, svensk og slesvigsk ret gjaldt den hovedregel, at mand tog dobbelt lod mod Kvinde, jf. Danske Lov 5-2-29. I Sverige afkaffedes denne regel ved forordning 19. maj 1845. I Norge blev lige arveret for søn og datter indført ved lov om arv af 31. juli 1854. I Danmark indskrænkedes først ved arveloven 21. maj 1845 § 2 bestemmelsen om dobbelt lod for broder til at gælde, hvor arv deltes mellem arveladerens afkom, dog således, at det stod forældrene frit for ved testamente at tillægge datter lige lod med søn eller dog på anden måde forøge den hende tilkommende lod, kun at den ikke blev højere end broderlod; derefter ophævedes den ganske ved lov 29. december 1857, der bestemte, at mand og kvinde for fremtiden også i den nedstigende linje skulle gå lige i arv.